# تياغو توماس
تياغو توماس (بالبرتغالية: Tiago Tomás‏) هو لاعب كرة قدم برتغالي، ولد في 16 يونيو 2002 في لشبونة في البرتغال. لعب مع سبورتينغ لشبونة.

## وصلات خارجية
- تياغو توماس على موقع الاتحاد الأوربي (الإنجليزية)
- تياغو توماس على موقع قاعدة بيانات كرة القدم.إي يو (الإنجليزية)
- تياغو توماس على موقع بيانات كرة القدم. دي إي (الألمانية)
- تياغو توماس على موقع ليكيب (الفرنسية)
- تياغو توماس على موقع Soccerway.com (الإنجليزية)
- تياغو توماس على موقع عالم كرة القدم.نت (الإنجليزية)